# Henning Walter
Henning Walter (* 1950) ist ein deutscher Forstmann und Naturschützer.
Er ist seit 2004 Leiter des Nationalparkforstamts Eifel und damit Verwaltungsleiter des Nationalparks Eifel.

## Leben
Henning Walter studierte Forstwissenschaften an der Georg-August-Universität Göttingen. Seit 1980 ist er bei der Landesforstverwaltung Nordrhein-Westfalen (seit 2005 Landesbetrieb Wald und Holz NRW) tätig, zunächst in verschiedenen Forstämtern und bei der Mittelbehörde. So war er Leiter des Forstamtes Bad Münstereifel, das unter anderem die Waldflächen des Freilichtmuseums Kommern betreute. Dabei stand die Ausrichtung auf den Museumsbetrieb mit den Schwerpunkten Niederwald und Schiffelwirtschaft – also alte Techniken der Waldbewirtschaftung – im Mittelpunkt. Bis 1995 wirkte Walter bei der Höheren Forstbehörde Rheinland, wo er das Referat Holzverkauf, Waldarbeit, Maschinen und Wegebau leitete.
Im Jahr 2001 wurde er zum Leiter des Staatlichen Forstamtes Schleiden ernannt. In dieser Funktion hat er mit seinem Team über einen Zeitraum von fast drei Jahren den Prozess der Einrichtung des Nationalparks Eifel maßgeblich vorangetrieben. Dass die Gründung des Nationalparks ohne nennenswerte Komplikationen verlief, brachte ihm und der Forstverwaltung viel Respekt ein. Seit Januar 2004 steht Walter als Leitender Forstdirektor dem Nationalparkforstamt Eifel und damit der Nationalparkverwaltung vor.